# Rippons timalia
Rippons timalia (Liocichla ripponi) is een zangvogel uit de familie Leiothrichidae. Deze vogel is genoemd naar zijn ontdekker, de Britse legerofficier en ornitholoog George Rippon.

## Verspreiding en leefgebied
Deze soort komt voor van Myanmar tot Vietnam en telt twee ondersoorten:
- L. r. ripponi: oostelijk Myanmar, noordwestelijk Thailand en zuidelijk China.
- L. r. wellsi: zuidoostelijk China en noordelijk Indochina.

## Status
De grootte van de populatie is niet gekwantificeerd maar de soort wordt omschreven als schaars tot algemeen. Op de Rode lijst van de IUCN heeft deze soort de status niet bedreigd.